# Julie Chanson
Julie Chanson (Verviers, 2 oktober 1990) is een Belgisch politica voor Ecolo.

## Levensloop
Chanson studeerde geschiedenis en pedagogie aan de Universiteit Namen en onderwijspsychologie aan de Université Catholique de Louvain en behaalde daarna een bachelor in de humane wetenschappen aan de Haute École de Namur-Liège-Luxembourg. In 2015 werd ze leerkracht humane wetenschappen, geschiedenis en aardrijkskunde in een secundaire school in Namen. Ook werkte ze van 2016 tot 2017 als parlementair attaché in het Waals Parlement.
Ze werd politiek actief bij Ecolo en is voor deze partij sinds december 2012 gemeenteraadslid in haar woonplaats Theux. In november 2021 nam ze ontslag uit die functie, nadat haar partij had gedwongen om een keuze te maken tussen haar lokale mandaat en haar functie als parlementslid. Van 2018 tot 2019 was ze ook provincieraadslid van Luik en van 2017 tot 2019 was ze voorzitster van de Ecolo-jongerenafdeling in het arrondissement Verviers.
Chanson werd bij de verkiezingen van 26 mei 2019 voor de kieskring Luik verkozen in de Kamer van volksvertegenwoordigers, waar ze bleef zetelen tot in juni 2024. Als Kamerlid verdiepte ze zich in de dossiers rond leefmilieu, gezondheid, immigratie, binnenlandse veiligheid en politie. Bij de Waalse verkiezingen van 9 juni 2024 was Chanson kandidaat in het arrondissement Verviers, maar ze werd niet verkozen. 